# Kallima virens
Kallima virens är en fjärilsart som beskrevs av Moore 1877. Kallima virens ingår i släktet Kallima och familjen praktfjärilar. Inga underarter finns listade i Catalogue of Life.